# Ben Sheaf
Benjamin David Sheaf, detto Ben (Eynsford, 5 febbraio 1998), è un calciatore inglese, centrocampista del Coventry City.

## Carriera

### Club
Cresciuto nelle giovanili dell'Arsenal, esordisce in prima squadra il 19 ottobre 2017 disputando l'incontro di Europa League vinto per 0-1 contro la Stella Rossa. Il 26 gennaio 2018 viene girato in prestito allo Stevenage, nella quarta divisione inglese, fino al termine della stagione. Rientrato dal prestito, non riesce a trovare spazio in prima squadra; così l'anno successivo viene nuovamente girato in prestito, questa volta al Doncaster, nella terza divisione inglese. Il 4 settembre 2020 viene girato in prestito per una stagione al Coventry City, in Championship. Al termine della stagione viene riscattato.

### Nazionale
Nel 2015 ha giocato due amichevoli con la nazionale inglese Under-18, entrambe contro i Paesi Bassi, la prima vinta per 0-2 (dove ha realizzato anche una rete) e la seconda pareggiata per 0-0.

## Statistiche

### Presenze e reti nei club
Statistiche aggiornate al 26 gennaio 2022.
| Stagione        | Squadra         | Campionato      | Campionato | Campionato | Coppe nazionali | Coppe nazionali | Coppe nazionali | Coppe continentali | Coppe continentali | Coppe continentali | Altre coppe | Altre coppe | Altre coppe | Totale | Totale |
| Stagione        | Squadra         | Comp            | Pres       | Reti       | Comp            | Pres            | Reti            | Comp               | Pres               | Reti               | Comp        | Pres        | Reti        | Pres   | Reti   |
| --------------- | --------------- | --------------- | ---------- | ---------- | --------------- | --------------- | --------------- | ------------------ | ------------------ | ------------------ | ----------- | ----------- | ----------- | ------ | ------ |
| 2017-gen. 2018  | Arsenal         | PL              | 0          | 0          | FACup+CdL       | 0+1             | 0               | UEL                | 1                  | 0                  | CS          | 0           | 0           | 2      | 0      |
| gen.-mag. 2018  | Stevenage       | FL2             | 10         | 0          |                 | -               | -               |                    | -                  | -                  |             | -           | -           | 10     | 0      |
| 2019-2020       | Doncaster       | FL1             | 32         | 2          | FACup+CdL       | 3+1             | 0               |                    | -                  | -                  | FLT         | 2           | 0           | 38     | 2      |
| 2020-2021       | Coventry City   | FLC             | 30         | 0          | FACup+CdL       | 1+1             | 0               |                    | -                  | -                  |             | -           | -           | 32     | 0      |
| 2021-2022       | Coventry City   | FLC             | 21         | 0          | FACup+CdL       | 1+0             | 0               |                    | -                  | -                  |             | -           | -           | 22     | 0      |
| Totale carriera | Totale carriera | Totale carriera | 93         | 2          |                 | 8               | 0               |                    | 1                  | 0                  |             | 2           | 0           | 104    | 2      |